# Cybook

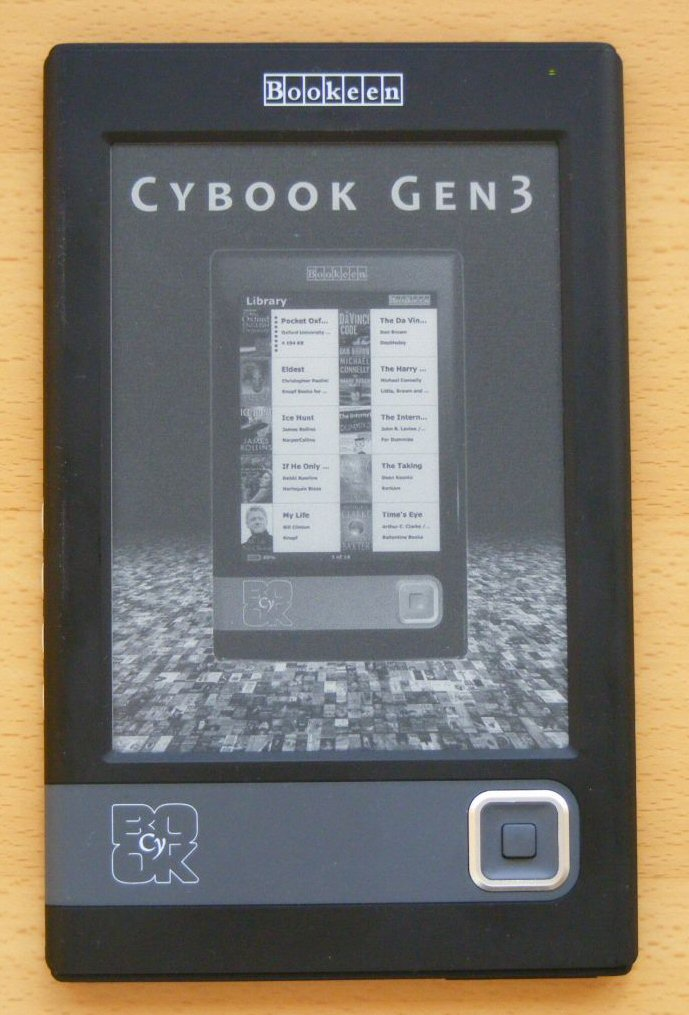
Bookeen Cybook Gen3

El Cybook es un lector de libros electrónicos que hace uso de la tecnología de tinta electrónica, creado y desarrollado por la empresa francesa Bookeen.

## Especificaciones
- Tamaño 18.8 cm x 11.8 cm x 0.85 cm (altura x anchura x grosor)
- Pantalla de 12.2cm x 9.1cm de papel electrónico
- Resolución de 800x600 píxeles (160dpi)
- 4 niveles de gris
- Puerto USB 2.0
- Bahía (ranura) de memoria SD
- entrada de audio estéreo de 2,5 mm
- 174 g de peso
- Procesador 200 MHz Samsung® S3C2410 ARM920T
- 16MB RAM
- 512MB memoria flash interna
- Autonomía de 8.000 pp.

La pantalla usada es de electroforética, fabricada por E Ink Corporation.
El Cybook es capaz de mostrar documentos creados en formato PDF, Mobipocket, entre otros.
Salió al mercado en octubre de 2007 tanto en Estados Unidos como en la Unión Europea.
La empresa Leer-e comerciará este producto junto con ILiad.